# Girl/Boy
 (octobre 2007).
Si vous disposez d'ouvrages ou d'articles de référence ou si vous connaissez des sites web de qualité traitant du thème abordé ici, merci de compléter l'article en donnant les références utiles à sa vérifiabilité et en les liant à la section « Notes et références ».
Albums de Aphex Twin
(Richard D. James)
Melodies from Mars
(1995) Richard D. James
(1996)
Girl/Boy est un maxi de musique électronique d'Aphex Twin, le pseudonyme le plus connu de Richard D. James. Il est sorti en 1996 sur le label Warp Records.

## Détails
Girl/Boy présente des chansons qui, pour la première fois dans sa carrière, sont chantées par James, lui-même.
La pochette de l'album, qui représente une pierre tombale, est dédiée à la mémoire du grand frère de James, Richard James, qui est mort-né.
Le titre Girl/Boy est considéré comme un des meilleurs morceaux de l'artiste, et comme l'un des 1000 titres indispensables selon les Inrocks.

## Pistes
| 1.    | Girl/Boy Song (NLS mix)       | 4:52 |
| 2.    | Milkman                       | 4:08 |
| 3.    | Inkey$                        | 1:24 |
| 4.    | Girl/Boy (£18 Snare Rush mix) | 1:57 |
| 5.    | Beetles                       | 1:31 |
| 6.    | Girl/Boy (Redruth mix)        | 1:40 |
| 15:32 |                               |      |

Morceaux bonus pour la version aphextwin.warp.net
| 7.    | milkman instrumentil        | 1:35 |
| 8.    | milkman bonus beets         | 1:33 |
| 9.    | growth inst. [blonder]+6,ru | 2:37 |
| 21:07 |                             |      |

« Girl/Boy Song (NLS mix) » est la même version que « Girl/Boy Song » figurant sur l'album Richard D. James.

## Utilisations dans des films

### Films
- Le Poulpe de Guillaume Nicloux utilise à deux reprises sans en faire mention dans le générique : « Girl/Boy Song » (1996) d'Aphex Twin, qui apparait pour introduire l'élement déclancheur mais également pour cloturer le film.